# Moderlandets demokratiska koalition
Moderlandets demokratiska koalition (Ech Oron-Ardtjilsan, EOA) var en valkartell som, år 2000 och 2004, deltog i de allmänna valen i Mongoliet.
Koalitionen var politisk arvtagare till den tidigare, antikommunistiska alliansen Mongoliska demokratiska förbundet och bestod av medlemspartierna:
- Demokratiska partiet
- Moderlandspartiet
- Folkviljepartiet

I parlamentsvalet 2004 fick EOA 474 977 röster (44,27 %) och 35 mandat.